# Pulau Sertung
Pulau Sertung är en ö i Indonesien.   Den ligger i provinsen Lampung, i den västra delen av landet, 160 km väster om huvudstaden Jakarta. Arean är 8,3 kvadratkilometer.
Terrängen på Pulau Sertung är platt. Öns högsta punkt är 187 meter över havet. Den sträcker sig 4,5 kilometer i nord-sydlig riktning, och 5,2 kilometer i öst-västlig riktning.